# حيلان (آلة)

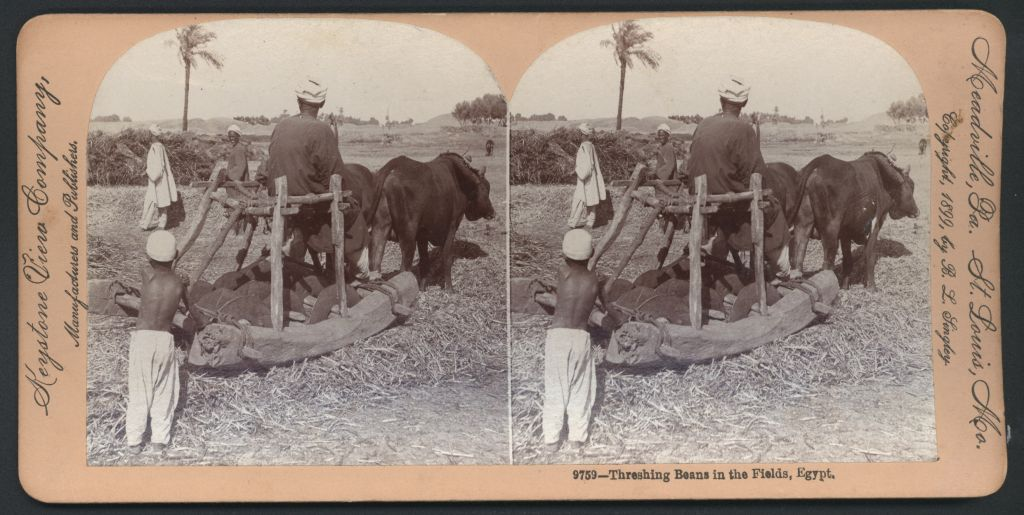
دراسة القمح في حقول مصر 1899 م باستخدام الحيلان

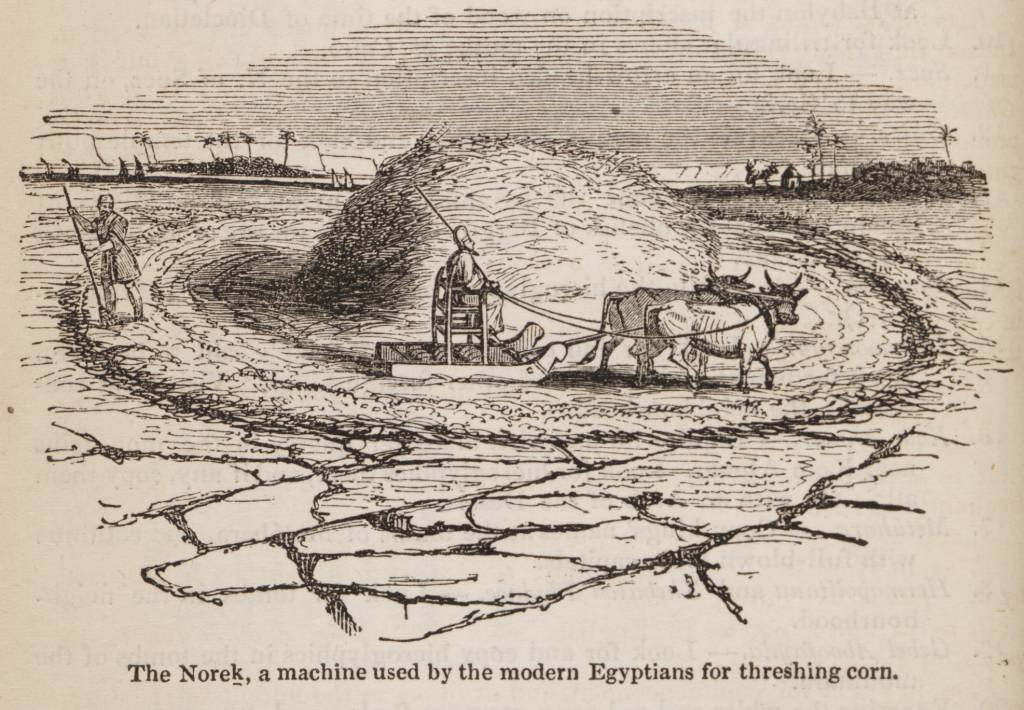
حيلان الفلاحين المصريين سنة 1847 م

حيلان أو نَورَج أو المِدْرَس أو الجَرْجَر هو ألة تجرها بعض الحيوانات مثل الخيول أو الثيران ويداس به الحب على البيدر. لتُدرَس الحبوب وتُستخلص من القش.